# Johann von der Borch
Johann von der Borch (* 1567 auf Gut Holzhausen; † 1642) war Berater des hessischen Landgrafen, Hofmeister des brandenburgischen Kurfürsten sowie Landdrost in der Grafschaft Mark in Westfalen.

## Leben

### Herkunft und Familie
Johann von der Borch entstammte dem westfälischen Adelsgeschlecht von der Borch und war der Sohn des Dietrich von der Borch und dessen Gemahlin Catharina von Viermünden. Er genoss auf dem elterlichen Familiengut Holzhausen eine katholische Erziehung. Im Jahre 1599 heiratete er in Genf Maria Girard de Bergerie (1575–1624). Aus der Ehe gingen die Kinder Franz Dietrich (1600–1655), Alhard Philipp (1602–1653) und Johan Eitel († 1601) hervor.

### Wirken
An der Philipps-Universität Marburg 1584 immatrikulierte Johann im Jahre 1584 im Fach Jura.
In den 1590er Jahren konvertierte er zum evangelisch-reformierten Bekenntnis.
1606 war er Vertreter der Paderborner Ritterschaft bei Verhandlungen mit dem hessischen Landgrafen Moritz. Dieser machte ihn zu seinem Hofmarschall und Landvogt an der Diemel. In den Jahren 1608 und 1609 war er als Vertreter Hessens Beobachter bei den Friedensverhandlungen im Spanisch-niederländischen Krieg, die am 12. April 1609 in Antwerpen mit einem Waffenstillstand beendet wurden.
Bei der Eroberung von Jülich im Jahre 1610 war von der Borch als Kompanieführer eingesetzt.
1613 wurde er zum Hofmeister des Kurfürsten Georg Wilhelm von Brandenburg ernannt und stieg hier 1619 zum Kammerdirektor und Chef der Leibgarde des Kurfürsten auf.
Bis 1621 hatte er das Amt des Drosten von Altena und Iserlohn inne. In diesem Jahre wechselte er ins Lippische und wurde Drost in Varenholz. In diesem Amt blieb er bis 1628.